# Renault Argos
El Renault Argos es un prototipo de automóvil creado por el fabricante de automóviles francés Renault. Se presentó por primera vez en el Salón del Automóvil de París de 1994. 
El Argos tiene un peso de sólo 750 kg (1653 libras), es un peso muy ligero para un automóvil. El motor del Argos era un 1,2 L. de 4 cilindros; otros ideales del funcionamiento del Argos nunca fueron probados, así queriendo decir que el Argos era básicamente más de un ejercicio de diseño que un posible nuevo vehículo. Las puertas del Argos se abrían deslizándose hacia atrás. El Argos tenía una transmisión automática controlada electrónicamente.